# Campionati mondiali juniores di skeleton
I campionati mondiali juniores di skeleton sono una competizione sportiva organizzata dalla Federazione Internazionale di Bob e Skeleton (IBSF) in cui si assegnano i titoli mondiali della categoria junior nelle diverse specialità dello skeleton. Si disputano ogni anno.
Vi possono partecipare esclusivamente gli atleti e le atlete che non abbiano compiuto i 23 anni alla data in cui si svolge la competizione e tutti coloro che hanno raggiunto o raggiungeranno tale età nel periodo che va dal 1º ottobre al 31 marzo della stagione di riferimento.
A partire dall'edizione 2021 la competizione assegna separatamente due titoli mondiali juniores: quello classico (under 23) e quello under 20, riservati ad atlete e atleti al di sotto rispettivamente dei 23 e dei 20 anni di età.
I primi campionati mondiali juniores si disputarono nel 2003 nelle discipline dello skeleton maschile e femminile.

## Albo d'oro

### Singolo donne
| Anno | Luogo                | Oro                             | Argento                         | Bronzo                              |
| ---- | -------------------- | ------------------------------- | ------------------------------- | ----------------------------------- |
| 2003 | Schönau am Königssee | Julia Eichhorn Germania         | Lyndsie Peterson Stati Uniti    | Tristan Gale Stati Uniti            |
| 2004 | Winterberg           | Kathleen Lorenz Germania        | Katie Uhlaender Stati Uniti     | Jessica Kilian Svizzera             |
| 2005 | Winterberg           | Kathleen Lorenz Germania        | Amy Williams Gran Bretagna      | Anja Huber Germania                 |
| 2006 | Igls                 | Melissa Hoar Australia          | Julia Eichhorn Germania         | Marion Trott Germania               |
| 2007 | Altenberg            | Marion Trott Germania           | Katharina Heinz Germania        | Kathleen Lorenz Germania            |
| 2008 | Igls                 | Sarah Reid Canada               | Katharina Heinz Germania        | Ol'ga Korobkina Russia              |
| 2009 | Schönau am Königssee | Katharina Heinz Germania        | Sarah Sartor Germania           | Elena Judina Russia                 |
| 2010 | Sankt Moritz         | Tina Hermann Germania           | Sarah Reid Canada               | Janine Flock Austria                |
| 2011 | Park City            | Robynne Thompson Canada         | Elizabeth Yarnold Gran Bretagna | Elena Judina Russia                 |
| 2012 | Igls                 | Elizabeth Yarnold Gran Bretagna | Ol'ga Potylicyna Russia         | Jacqueline Lölling Germania         |
| 2013 | Igls                 | Elena Nikitina Russia           | Sophia Griebel Germania         | Maria Marinela Mazilu Romania       |
| 2014 | Winterberg           | Jacqueline Lölling Germania     | Elisabeth Vathje Canada         | Maria Marinela Mazilu Romania       |
| 2015 | Altenberg            | Jacqueline Lölling Germania     | Maxi Just Germania              | Carina Mair Austria                 |
| 2016 | Winterberg           | Lelde Priedulēna Lettonia       | Kimberley Bos Paesi Bassi       | Anna Fernstädt Germania             |
| 2017 | Sigulda              | Julija Kanakina Russia          | Renata Chuzina Russia           | Maxi Just Germania                  |
| 2018 | Sankt Moritz         | Anna Fernstädt Germania         | Julija Kanakina Russia          | Susanne Kreher Germania             |
| 2019 | Schönau am Königssee | Anna Fernstädt Rep. Ceca        | Kim Meylemans Belgio            | Ashleigh Pittaway Gran Bretagna     |
| 2020 | Winterberg           | Anna Fernstaedtová Rep. Ceca    | Susanne Kreher Germania         | Hannah Neise Germania               |
| 2021 | Sankt Moritz         | Hannah Neise Germania           | Susanne Kreher Germania         | Ashleigh Fay Pittaway Gran Bretagna |

### Singolo uomini
| Anno | Luogo                | Oro                                                    | Argento                           | Bronzo                     |
| ---- | -------------------- | ------------------------------------------------------ | --------------------------------- | -------------------------- |
| 2003 | Schönau am Königssee | Frank Kleber Germania                                  | Matthias Biedermann Germania      | Simon Wiesheu Germania     |
| 2004 | Winterberg           | Greg Kirk Gran Bretagna                                | Caleb Smith Stati Uniti           | Frank Rommel Germania      |
| 2005 | Winterberg           | Michi Halilovic Germania                               | Matthias Biedermann Germania      | Caleb Smith Stati Uniti    |
| 2006 | Igls                 | Aleksandr Tret'jakov Russia                            | Matthias Biedermann Germania      | Aleksandr Mutovin Russia   |
| 2007 | Altenberg            | Sebastian Haupt Germania                               | Aleksandr Tret'jakov Russia       | Frank Rommel Germania      |
| 2008 | Igls                 | Aleksandr Tret'jakov Russia                            | David Michael Swift Gran Bretagna | Alexander Gassner Germania |
| 2009 | Schönau am Königssee | Sandro Stielicke Germania                              | David Lingmann Germania           | Alexander Gassner Germania |
| 2010 | Sankt Moritz         | Alexander Gassner Germania                             | Alexander Kröckel Germania        | David Lingmann Germania    |
| 2011 | Park City            | Alexander Kröckel Germania                             | Evgenij Perle Russia              | Alexander Gassner Germania |
| 2012 | Igls                 | Axel Jungk Germania                                    | Christopher Grotheer Germania     | David Lingmann Germania    |
| 2013 | Igls                 | Christopher Grotheer Germania                          | Axel Jungk Germania               | Barrett Martineau Canada   |
| 2014 | Winterberg           | Kilian von Schleinitz Germania                         | Christopher Grotheer Germania     | Raphael Maier Austria      |
| 2015 | Altenberg            | Christopher Grotheer Germania e Nikita Tregubov Russia | non assegnato                     | Raphael Maier Austria      |
| 2016 | Winterberg           | Nikita Tregubov Russia                                 | Kilian von Schleinitz Germania    | Mattia Gaspari Italia      |
| 2017 | Sigulda              | Nikita Tregubov Russia                                 | Krists Netlaus Lettonia           | Evgenij Rukosuev Russia    |
| 2018 | Sankt Moritz         | Nikita Tregubov Russia                                 | Vladislav Marčenkov Russia        | Felix Keisinger Germania   |
| 2019 | Schönau am Königssee | Felix Keisinger Germania                               | Fabian Küchler Germania           | Evgenij Rukosuev Russia    |
| 2020 | Winterberg           | Felix Keisinger Germania                               | Felix Seibel Germania             | Fabian Küchler Germania    |
| 2021 | Sankt Moritz         | Evgenij Rukosuev Russia                                | Felix Keisinger Germania          | Samuel Maier Austria       |

## Albo d'oro under 20

### Singolo donne
| Anno | Luogo        | Oro                        | Argento                | Bronzo               |
| ---- | ------------ | -------------------------- | ---------------------- | -------------------- |
| 2021 | Sankt Moritz | Anastasija Cyganova Russia | Stefanie Votz Germania | Jill Gander Svizzera |

### Singolo uomini
| Anno | Luogo        | Oro                           | Argento                                                | Bronzo        |
| ---- | ------------ | ----------------------------- | ------------------------------------------------------ | ------------- |
| 2021 | Sankt Moritz | Lukas David Nydegger Germania | Elvis Veinbergs Lettonia e Livio Summermatter Svizzera | non assegnato |

## Medagliere totale
Aggiornato all'edizione 2021.

Il numero di medaglie indicate è la somma di tutte quelle ottenute in entrambe le categorie (under 23 e under 20).
| Pos.   | Nazione       | Oro | Argento | Bronzo | Totale |
| ------ | ------------- | --- | ------- | ------ | ------ |
| 1      | Germania      | 23  | 21      | 18     | 62     |
| 2      | Russia        | 10  | 6       | 6      | 22     |
| 3      | Gran Bretagna | 2   | 3       | 2      | 7      |
| 4      | Canada        | 2   | 2       | 1      | 5      |
| 5      | Rep. Ceca     | 2   | 0       | 0      | 2      |
| 6      | Lettonia      | 1   | 2       | 0      | 3      |
| 7      | Australia     | 1   | 0       | 0      | 1      |
| 8      | Stati Uniti   | 0   | 3       | 2      | 5      |
| 9      | Svizzera      | 0   | 1       | 2      | 3      |
| 10     | Belgio        | 0   | 1       | 0      | 1      |
| 10     | Paesi Bassi   | 0   | 1       | 0      | 1      |
| 12     | Austria       | 0   | 0       | 5      | 5      |
| 13     | Romania       | 0   | 0       | 2      | 2      |
| 14     | Italia        | 0   | 0       | 1      | 1      |
| Totale | Totale        | 41  | 40      | 39     | 120    |

## Statistiche e record[2]

### Titoli vinti
Il record assoluto di titoli mondiali juniores appartiene al russo Nikita Tregubov con quattro successi, ottenuti consecutivamente dall'edizione 2015 a quella del 2018; al secondo posto la ceca Anna Fernstaedtová, vincitrice di tre titoli di fila dal 2018 (anno in cui gareggiava per la Germania) al 2020.
Nella seguente classifica sono indicate/i tutte le atlete e gli atleti detentori di almeno due titoli, ordinate/i per numero di vittorie. Le classifiche sono aggiornate alla rassegna di Sankt Moritz 2021.
| Pos. | Atleta               | Nazione             | Titoli |
| ---- | -------------------- | ------------------- | ------ |
| 1    | Nikita Tregubov      | Russia              | 4      |
| 2    | Anna Fernstaedtová   | Germania/ Rep. Ceca | 3      |
| 3    | Christopher Grotheer | Germania            | 2      |
| 3    | Felix Keisinger      | Germania            | 2      |
| 3    | Jacqueline Lölling   | Germania            | 2      |
| 3    | Kathleen Lorenz      | Germania            | 2      |
| 3    | Aleksandr Tret'jakov | Russia              | 2      |

Donne
| Pos. | Atleta             | Nazione             | Titoli |
| ---- | ------------------ | ------------------- | ------ |
| 1    | Anna Fernstaedtová | Germania/ Rep. Ceca | 3      |
| 2    | Jacqueline Lölling | Germania            | 2      |
| 2    | Kathleen Lorenz    | Germania            | 2      |

Uomini
| Pos. | Atleta               | Nazione  | Titoli |
| ---- | -------------------- | -------- | ------ |
| 1    | Nikita Tregubov      | Russia   | 4      |
| 2    | Christopher Grotheer | Germania | 2      |
| 2    | Felix Keisinger      | Germania | 2      |
| 2    | Aleksandr Tret'jakov | Russia   | 2      |

### Medaglie conquistate
Il record assoluto di medaglie totali conquistate (quattro) appartiene al russo Nikita Tregubov, alla ceca Anna Fernstaedtová e ai tedeschi Christopher Grotheer, Alexander Gassner e Felix Keisinger.
Nella seguente classifica sono indicate/i tutte le atlete e gli atleti vincitori di almeno tre medaglie, ordinate/i per il numero totale delle stesse e poi per ori, argenti e bronzi conquistati. Le classifiche sono aggiornate alla rassegna di Sankt Moritz 2021.
| Pos. | Atleta               | Nazione             | Totale | Oro | Argento | Bronzo |
| ---- | -------------------- | ------------------- | ------ | --- | ------- | ------ |
| 1    | Nikita Tregubov      | Russia              | 4      | 4   | -       | -      |
| 2    | Anna Fernstaedtová   | Germania/ Rep. Ceca | 4      | 3   | -       | 1      |
| 3    | Christopher Grotheer | Germania            | 4      | 2   | 2       | -      |
| 4    | Felix Keisinger      | Germania            | 4      | 2   | 1       | 1      |
| 5    | Alexander Gassner    | Germania            | 4      | 1   | -       | 3      |
| 6    | Aleksandr Tret'jakov | Russia              | 3      | 2   | 1       | -      |
| 7    | Jacqueline Lölling   | Germania            | 3      | 2   | -       | 1      |
| 7    | Kathleen Lorenz      | Germania            | 3      | 2   | -       | 1      |
| 9    | Katharina Heinz      | Germania            | 3      | 1   | 2       | -      |
| 10   | Evgenij Rukosuev     | Russia              | 3      | 1   | -       | 2      |
| 11   | Matthias Biedermann  | Germania            | 3      | -   | 3       | -      |
| 12   | Susanne Kreher       | Germania            | 3      | -   | 2       | 1      |
| 13   | David Lingmann       | Germania            | 3      | -   | 1       | 2      |

Donne
| Pos. | Atleta             | Nazione             | Totale | Oro | Argento | Bronzo |
| ---- | ------------------ | ------------------- | ------ | --- | ------- | ------ |
| 1    | Anna Fernstaedtová | Germania/ Rep. Ceca | 4      | 3   | -       | 1      |
| 2    | Jacqueline Lölling | Germania            | 3      | 2   | -       | 1      |
| 2    | Kathleen Lorenz    | Germania            | 3      | 2   | -       | 1      |
| 4    | Katharina Heinz    | Germania            | 3      | 1   | 2       | -      |
| 5    | Susanne Kreher     | Germania            | 3      | -   | 2       | 1      |

Uomini
| Pos. | Atleta               | Nazione  | Totale | Oro | Argento | Bronzo |
| ---- | -------------------- | -------- | ------ | --- | ------- | ------ |
| 1    | Nikita Tregubov      | Russia   | 4      | 4   | -       | -      |
| 2    | Christopher Grotheer | Germania | 4      | 2   | 2       | -      |
| 3    | Alexander Gassner    | Germania | 4      | 1   | -       | 3      |
| 4    | Aleksandr Tret'jakov | Russia   | 3      | 2   | 1       | -      |
| 5    | Felix Keisinger      | Germania | 3      | 2   | -       | 1      |
| 6    | Evgenij Rukosuev     | Russia   | 3      | 1   | -       | 2      |
| 7    | Matthias Biedermann  | Germania | 3      | -   | 3       | -      |
| 8    | David Lingmann       | Germania | 3      | -   | 1       | 2      |